# George Alvarez
George Enrique Álvarez (ur. 25 stycznia 1960 w Sancti Spíritus) – kubańsko–amerykański aktor. Odtwórca roli Enrique Alvareza w operze mydlanej CBS Moda na sukces (The Bold and the Beautiful, 1996–1997).

## Życiorys

### Wczesne lata
Urodził się w Sancti Spíritus na Kubie. Dorastał w West New York w New Jersey, gdzie uczęszczał do Memorial High School. Ukończył Parsons School of Design w Greenwich Village, gdzie otrzymał tytuł licencjata sztuki. Następnie pracował jako barman w Studio 54 w Nowym Jorku.

### Kariera
Został dostrzeżony przy nowojorskim Grand Central Terminal i otrzymał zaproszenie na casting do projektu Anne Rice Wywiad z wampirem. Po występach w kilku w przedstawieniach, Płonąca plaża (A Burning Beach), Kraków (Cracow) i La puta vida, przeniósł się do Los Angeles, aby łatwiej znaleźć pracę w filmie i telewizji. Zaczął też rozwijać zamiłowanie do pisania scenariuszy.
Swoją przygodę rozpoczął od udziału w serialu dla młodzieży Beverly Hills, 90210 (1991). Wkrótce zadebiutował na dużym ekranie w komedii Szkolne świrusy (Class Act, 1992). Za rolę detektywa Alexandra „Alexa” Garcii w operze mydlanej ABC Port Charles (1997–1999) zdobył nominację do nagrody ALMA Award. W dreszczowcu erotycznym Śmiały romans (A Bold Affair, 1998) z udziałem Jeffa Trachty i Bruce’a Kirby'ego zagrał postać kochanka internetowej femme fatale (Schae Harrison). Był współautorem scenariusza filmu Skazany na piekło (In Hell, 2003) z Jean-Claude’em Van Damme’em.

## Życie prywatne
2 sierpnia 2003 ożenił się z Liesą, z którą ma dwóch synów: Kyle (ur. 1988) i Foresta (ur. 1990). Zaadoptował też trzy córki – Sofię, Biancę i Lexie.

## Filmografia

### Filmy
- 1992: Szkolne świrusy (Class Act) jako Tommy
- 1995: Piękna i grubas (Heavy) jako Orderly
- 1995: Walc z West Side’u (The West Side Waltz, TV) jako pracownik budowlany
- 1996: Niewinne ofiary (Innocent Victims, TV) jako zastępca łucznika
- 1998: Śmiały romans (Interlocked: Thrilled to Death) jako Sly

### Seriale
- 1991: Beverly Hills, 90210 jako Ramon
- 1992: Santa Barbara jako Jaime
- 1993: Szpital miejski (General Hospital) jako detektyw Garcia
- 1994: Nowojorscy gliniarze (NYPD Blue) jako Nando Cepeda
- 1995: Szpital miejski (General Hospital) jako detektyw Alex Garcia
- 1997: Niebieski Pacyfik (Pacific Blue) jako Alejandro Cruz
- 1996–1997: Moda na sukces (The Bold and the Beautiful) jako Enrique Alvarez
- 1997–1999: Port Charles jako detektyw Alexander Garcia
- 1999–2009: Guiding Light jako ks. Ray Santos